# Panolopus curtissi
Panolopus curtissi — вид веретільницеподібних ящірок родини Diploglossidae. Мешкає на Гаїті та на сусідніх островах. Вид названий на честь американського натураліста Ентоні Кьортіса.

## Підвиди
Виділяють чотири підвиди:
- Celestus curtissi curtissi Grant, 1951 — захід Гаїті, острів Гонав;
- Celestus curtissi aporus Schwartz, 1964 — півострів Бараона;
- Celestus curtissi diastatus Schwartz, 1964 — північний схід Гаїті, острів Тортуга.
- Celestus curtissi hylonomus Schwartz, 1964 — південно-східне узбережжя Домініканської Республіки, острови Саона[en] і Каталіна.

## Поширення і екологія
Panolopus curtissi мешкають на території Гаїті і Домініканської Республіки. Вони живуть в сухих тропічних лісах, серед опалого пальмового листя. Зустрічаються на висоті до 550 м над рівнем моря. Є яйцеживородними, народжують від 2 до 5 дитинчат.